# Benjamin Lincoln
Pour les articles homonymes, voir Lincoln.
Benjamin Lincoln, né le 24 janvier 1733 et mort le 9 mai 1810, est un major-général de l'armée continentale. Il sert en tant que major général dans l’armée continentale pendant la guerre d’indépendance américaine. Il est blessé durant la bataille de Saratoga
De 1781 à fin 1783, Lincoln a été le premier « Secrétaire à la guerre », aussi appelé le « Secrétaire de la guerre ». Il a été nommé par le Congrès de la Confédération en vertu des Articles de la Confédération. Henry Knox lui succède à ce poste.

### Sources et bibliographie
- Notices d'autorité :   - VIAF
  - ISNI
  - LCCN
  - GND
  - Israël
  - WorldCat

- (en) David B. Mattern, Benjamin Lincoln and the American Revolution, Columbia, Caroline du Sud, University of South Carolina Press, 1998 (lire en ligne)